# 朱六非
朱六非（？—？），又名朱文非，清朝康熙年间，云南临安府（今云南建水）的生员（秀才）。康熙四十五年（1706年）九月，与昆明人李天极伪造符谶，称师宗州（今云南师宗）的魏枝叶是永历帝的孙子，称文兴年号，被贝和诺擒获。